# Storblommig schersmin
Storblommig schersmin (Philadelphus inodorus) är en hortensiaväxtart som beskrevs av Carl von Linné. Enligt Catalogue of Life ingår Storblommig schersmin i släktet schersminer och familjen hortensiaväxter, men enligt Dyntaxa är tillhörigheten istället släktet schersminer och familjen hortensiaväxter. Arten har ej påträffats i Sverige. Utöver nominatformen finns också underarten P. i. inodorus.